# Hingyon
Hingyon ist eine philippinische Stadtgemeinde in der Provinz Ifugao. Sie hat 9227 Einwohner (Zensus 1. August 2015).

## Baranggays
Hingyon ist administrativ in zwölf Baranggays unterteilt.
- Anao
- Bangtinon
- Bitu
- Cababuyan
- Mumpolia
- Namulditan
- O-ong
- Piwong
- Poblacion (Hingyon)
- Ubuag
- Umalbong
- Northern Cababuyan